# Elezioni comunali in Sicilia del 2000
Le elezioni comunali in Sicilia del 2000 si tennero il 16 aprile (con ballottaggio il 30 aprile) e il 26 novembre (con ballottaggio il 10 dicembre).

## Elezioni dell'aprile 2000

### Provincia regionale di Palermo

#### Carini
|                               | Gaetano La Fata ✔️ Sindaco | 6 570  | 52,61 | Forza Italia                            | 2 526  | 20,93 | 5  |  |  |
| Alleanza Nazionale            | Gaetano La Fata ✔️ Sindaco | 6 570  | 52,61 | 1 382                                   | 11,45  | 3     |    |  |  |
| Lista Civica                  | Gaetano La Fata ✔️ Sindaco | 6 570  | 52,61 | 1 242                                   | 10,29  | 2     |    |  |  |
| Lista Civica                  | Gaetano La Fata ✔️ Sindaco | 6 570  | 52,61 | 917                                     | 7,60   | 2     |    |  |  |
| Centro Cristiano Democratico  | Gaetano La Fata ✔️ Sindaco | 6 570  | 52,61 | 454                                     | 3,76   | –     |    |  |  |
| Partito Socialista Sicilia    | Gaetano La Fata ✔️ Sindaco | 6 570  | 52,61 | 379                                     | 3,14   | –     |    |  |  |
|                               | Rosolino Randazzo          | 3 345  | 26,78 | Partito Popolare Italiano-I Democratici | 1 186  | 9,83  | 2  |  |  |
| Democratici di Sinistra-Altri | Rosolino Randazzo          | 3 345  | 26,78 | 899                                     | 7,45   | 1     |    |  |  |
| Socialisti Italiani           | Rosolino Randazzo          | 3 345  | 26,78 | 457                                     | 3,79   | 1     |    |  |  |
| Rifondazione Comunista        | Rosolino Randazzo          | 3 345  | 26,78 | 209                                     | 1,73   | –     |    |  |  |
|                               | Giuseppe Agrusa            | 2 574  | 20,61 | Lista Civica                            | 1 497  | 12,40 | 3  |  |  |
| Lista Civica                  | Giuseppe Agrusa            | 2 574  | 20,61 | 922                                     | 7,64   | 1     |    |  |  |
| Totale                        | Totale                     | 12 489 | 100   |                                         | 12 070 | 100   | 20 |  |  |
|                               |                            |        |       |                                         |        |       |    |  |  |
| Fonte: Ministero dell'interno |                            |        |       |                                         |        |       |    |  |  |

#### Partinico
| Candidati                                        | Candidati                    | II turno            | II turno            | I turno | I turno | Liste                         | Voti   | %     | Seggi |
| Candidati                                        | Candidati                    | Voti                | %                   | Voti    | %       | Liste                         | Voti   | %     | Seggi |
| ------------------------------------------------ | ---------------------------- | ------------------- | ------------------- | ------- | ------- | ----------------------------- | ------ | ----- | ----- |
|                                                  | Giuseppe Giordano ✔️ Sindaco | 8 309               | 58,45               | 6 148   | 33,50   | Forza Italia                  | 2 671  | 15,00 | 5     |
| Alleanza Nazionale                               | Giuseppe Giordano ✔️ Sindaco | 8 309               | 58,45               | 6 148   | 33,50   | 1 659                         | 9,32   | 3     |       |
| Centro Cristiano Democratico                     | Giuseppe Giordano ✔️ Sindaco | 8 309               | 58,45               | 6 148   | 33,50   | 1 027                         | 5,77   | 2     |       |
| Centro                                           | Giuseppe Giordano ✔️ Sindaco | 8 309               | 58,45               | 6 148   | 33,50   | 801                           | 4,50   | 1     |       |
| Centro                                           | Giuseppe Giordano ✔️ Sindaco | 8 309               | 58,45               | 6 148   | 33,50   | 586                           | 3,29   | 1     |       |
|                                                  | Andrea Supporta              | 5 906               | 41,55               | 4 933   | 26,88   | UDEUR                         | 2 525  | 14,18 | 2     |
| Lista Civica                                     | Andrea Supporta              | 5 906               | 41,55               | 4 933   | 26,88   | 976                           | 5,48   | 2     |       |
| Cristiani Democratici Uniti                      | Andrea Supporta              | 5 906               | 41,55               | 4 933   | 26,88   | 967                           | 5,43   | 1     |       |
| Rinnovamento Italiano-Partito Socialista Sicilia | Andrea Supporta              | 5 906               | 41,55               | 4 933   | 26,88   | 957                           | 5,38   | 1     |       |
|                                                  | Giuseppe Casarrubea          | Giuseppe Casarrubea | Giuseppe Casarrubea | 2 616   | 14,26   | Democratici di Sinistra       | 1 010  | 5,67  | 1     |
| I Democratici-Rifondazione Comunista             | Giuseppe Casarrubea          | Giuseppe Casarrubea | Giuseppe Casarrubea | 2 616   | 14,26   | 741                           | 4,16   | 1     |       |
| Socialisti Democratici Italiani-Altri            | Giuseppe Casarrubea          | Giuseppe Casarrubea | Giuseppe Casarrubea | 2 616   | 14,26   | 660                           | 3,71   | –     |       |
|                                                  | Michele Chimenti             | Michele Chimenti    | Michele Chimenti    | 2 457   | 13,39   | Partito Popolare Italiano (A) | 1 704  | 9,57  | 1     |
|                                                  | Vincenzo Bonomo              | Vincenzo Bonomo     | Vincenzo Bonomo     | 1 060   | 5,78    | Federazione dei Verdi-Altri   | 734    | 4,12  | –     |
|                                                  | Giuseppe Palazzolo           | Giuseppe Palazzolo  | Giuseppe Palazzolo  | 859     | 4,68    | Lista Civica                  | 591    | 3,32  | –     |
|                                                  | Enrico Somma                 | Enrico Somma        | Enrico Somma        | 277     | 1,51    | Comunisti Italiani            | 195    | 1,10  | –     |
| Totale                                           | Totale                       | 14 215              | 100                 | 18 350  | 100     |                               | 17 804 | 100   | 20    |
|                                                  |                              |                     |                     |         |         |                               |        |       |       |
| Fonte: Ministero dell'interno                    |                              |                     |                     |         |         |                               |        |       |       |

### Provincia regionale di Agrigento

#### Canicattì
| Candidati                                             | Candidati                   | II turno            | II turno            | I turno | I turno | Liste                                    | Voti   | %     | Seggi |
| Candidati                                             | Candidati                   | Voti                | %                   | Voti    | %       | Liste                                    | Voti   | %     | Seggi |
| ----------------------------------------------------- | --------------------------- | ------------------- | ------------------- | ------- | ------- | ---------------------------------------- | ------ | ----- | ----- |
|                                                       | Antonio Scrimali ✔️ Sindaco | 10 272              | 68,00               | 9 818   | 47,84   | Democratici di Sinistra                  | 3 964  | 20,28 | 10    |
| I Democratici                                         | Antonio Scrimali ✔️ Sindaco | 10 272              | 68,00               | 9 818   | 47,84   | 1 831                                    | 9,37   | 3     |       |
| Lista civica di centro-sinistra                       | Antonio Scrimali ✔️ Sindaco | 10 272              | 68,00               | 9 818   | 47,84   | 1 490                                    | 7,62   | 3     |       |
| Federazione dei Verdi-Socialisti Democratici Italiani | Antonio Scrimali ✔️ Sindaco | 10 272              | 68,00               | 9 818   | 47,84   | 589                                      | 3,01   | 1     |       |
| Rifondazione Comunista                                | Antonio Scrimali ✔️ Sindaco | 10 272              | 68,00               | 9 818   | 47,84   | 298                                      | 1,52   | –     |       |
|                                                       | Salvatore Palilla           | 4 834               | 32,00               | 5 907   | 28,78   | UDEUR                                    | 4 472  | 22,87 | 5     |
| Partito Popolare Italiano                             | Salvatore Palilla           | 4 834               | 32,00               | 5 907   | 28,78   | 1 518                                    | 7,76   | 2     |       |
| Rinnovamento Italiano                                 | Salvatore Palilla           | 4 834               | 32,00               | 5 907   | 28,78   | 807                                      | 4,13   | 1     |       |
|                                                       | Gioachino Lauria            | Gioachino Lauria    | Gioachino Lauria    | 3 463   | 16,87   | Forza Italia                             | 1 833  | 9,38  | 2     |
| Centro Cristiano Democratico                          | Gioachino Lauria            | Gioachino Lauria    | Gioachino Lauria    | 3 463   | 16,87   | 1 180                                    | 6,04   | 1     |       |
| Alleanza Nazionale                                    | Gioachino Lauria            | Gioachino Lauria    | Gioachino Lauria    | 3 463   | 16,87   | 876                                      | 4,48   | 1     |       |
|                                                       | Leonardo Di Stefano         | Leonardo Di Stefano | Leonardo Di Stefano | 1 334   | 6,50    | Movimento Sociale Fiamma Tricolore-Altri | 693    | 3,54  | –     |
| Totale                                                | Totale                      | 15 106              | 100                 | 20 522  | 100     |                                          | 19 551 | 100   | 30    |
|                                                       |                             |                     |                     |         |         |                                          |        |       |       |
| Fonte: Ministero dell'interno                         |                             |                     |                     |         |         |                                          |        |       |       |

### Provincia regionale di Catania

#### Catania
|                                 | Umberto Scapagnini ✔️ Sindaco | 98 308  | 56,60 | Forza Italia                       | 43 331  | 26,93 | 15 |  |  |
| Alleanza Nazionale              | Umberto Scapagnini ✔️ Sindaco | 98 308  | 56,60 | 14 103                             | 8,76    | 4     |    |  |  |
| Centro Cristiano Democratico    | Umberto Scapagnini ✔️ Sindaco | 98 308  | 56,60 | 13 889                             | 8,63    | 4     |    |  |  |
| Cristiani Democratici Uniti     | Umberto Scapagnini ✔️ Sindaco | 98 308  | 56,60 | 8 582                              | 5,33    | 3     |    |  |  |
| Catania Viva                    | Umberto Scapagnini ✔️ Sindaco | 98 308  | 56,60 | 5 606                              | 3,48    | 1     |    |  |  |
| Il Trifoglio                    | Umberto Scapagnini ✔️ Sindaco | 98 308  | 56,60 | 4 126                              | 2,56    | 1     |    |  |  |
| Azzurri Catania                 | Umberto Scapagnini ✔️ Sindaco | 98 308  | 56,60 | 2 311                              | 1,44    | –     |    |  |  |
| L'Altro Polo                    | Umberto Scapagnini ✔️ Sindaco | 98 308  | 56,60 | 2 227                              | 1,38    | –     |    |  |  |
| Partito Socialista              | Umberto Scapagnini ✔️ Sindaco | 98 308  | 56,60 | 1 445                              | 0,90    | –     |    |  |  |
| I Liberal Sgarbi                | Umberto Scapagnini ✔️ Sindaco | 98 308  | 56,60 | 735                                | 0,46    | –     |    |  |  |
|                                 | Mario Libertini               | 71 506  | 41,17 | I Democratici                      | 18 360  | 11,41 | 6  |  |  |
| Democratici di Sinistra         | Mario Libertini               | 71 506  | 41,17 | 13 704                             | 8,52    | 4     |    |  |  |
| Partito Popolare Italiano       | Mario Libertini               | 71 506  | 41,17 | 9 541                              | 5,93    | 3     |    |  |  |
| Rinnovamento Italiano           | Mario Libertini               | 71 506  | 41,17 | 7 378                              | 4,59    | 2     |    |  |  |
| UDEUR                           | Mario Libertini               | 71 506  | 41,17 | 3 521                              | 2,19    | 1     |    |  |  |
| Socialisti Democratici Italiani | Mario Libertini               | 71 506  | 41,17 | 3 413                              | 2,12    | 1     |    |  |  |
| Rifondazione Comunista          | Mario Libertini               | 71 506  | 41,17 | 3 024                              | 1,88    | –     |    |  |  |
| Comunisti Italiani              | Mario Libertini               | 71 506  | 41,17 | 1 162                              | 0,72    | –     |    |  |  |
| Federazione dei Verdi           | Mario Libertini               | 71 506  | 41,17 | 1 097                              | 0,68    | –     |    |  |  |
|                                 | Luigi Sidoti                  | 1 610   | 0,93  | Movimento Sociale Fiamma Tricolore | 1 588   | 0,99  | –  |  |  |
|                                 | Andrea Anastasi               | 951     | 0,55  | Partito Democratico Cristiano      | 851     | 0,53  | –  |  |  |
|                                 | Lucia Cannizzaro              | 701     | 0,40  | Partito Siciliano d'Azione         | 598     | 0,37  | –  |  |  |
|                                 | Giuseppe Campo                | 605     | 0,35  | Siciliani Catania                  | 312     | 0,19  | –  |  |  |
| Totale                          | Totale                        | 173 681 | 100   |                                    | 160 904 | 100   | 45 |  |  |
|                                 |                               |         |       |                                    |         |       |    |  |  |
| Fonte: Ministero dell'interno   |                               |         |       |                                    |         |       |    |  |  |

#### Adrano
| Candidati                     | Candidati                      | II turno           | II turno           | I turno | I turno | Liste                              | Voti   | %     | Seggi |
| Candidati                     | Candidati                      | Voti               | %                  | Voti    | %       | Liste                              | Voti   | %     | Seggi |
| ----------------------------- | ------------------------------ | ------------------ | ------------------ | ------- | ------- | ---------------------------------- | ------ | ----- | ----- |
|                               | Fabio Maria Mancuso ✔️ Sindaco | 8 609              | 52,23              | 6 141   | 32,40   | Forza Italia                       | 1 841  | 11,49 | 7     |
| Lista Civica                  | Fabio Maria Mancuso ✔️ Sindaco | 8 609              | 52,23              | 6 141   | 32,40   | 1 332                              | 8,31   | 5     |       |
| Alleanza Nazionale            | Fabio Maria Mancuso ✔️ Sindaco | 8 609              | 52,23              | 6 141   | 32,40   | 1 058                              | 6,60   | 4     |       |
| Cristiani Democratici Uniti   | Fabio Maria Mancuso ✔️ Sindaco | 8 609              | 52,23              | 6 141   | 32,40   | 253                                | 1,58   | 1     |       |
|                               | Piero Trovato                  | 7 874              | 47,77              | 6 111   | 32,24   | Socialisti Democratici Italiani    | 2 025  | 12,64 | 4     |
| Lista Civica                  | Piero Trovato                  | 7 874              | 47,77              | 6 111   | 32,24   | 1 493                              | 9,32   | 2     |       |
| I Democratici                 | Piero Trovato                  | 7 874              | 47,77              | 6 111   | 32,24   | 515                                | 3,21   | –     |       |
| Centro Cristiano Democratico  | Piero Trovato                  | 7 874              | 47,77              | 6 111   | 32,24   | 504                                | 3,15   | –     |       |
| Il Trifoglio-Altri            | Piero Trovato                  | 7 874              | 47,77              | 6 111   | 32,24   | 428                                | 2,67   | –     |       |
| Lista Civica                  | Piero Trovato                  | 7 874              | 47,77              | 6 111   | 32,24   | 361                                | 2,25   | –     |       |
|                               | Angelo D'Agate                 | Angelo D'Agate     | Angelo D'Agate     | 4 170   | 22,00   | Democratici di Sinistra            | 2 198  | 13,72 | 3     |
| UDEUR                         | Angelo D'Agate                 | Angelo D'Agate     | Angelo D'Agate     | 4 170   | 22,00   | 1 014                              | 6,33   | 1     |       |
| Comunisti Italiani            | Angelo D'Agate                 | Angelo D'Agate     | Angelo D'Agate     | 4 170   | 22,00   | 605                                | 3,78   | 1     |       |
| Partito Popolare Italiano     | Angelo D'Agate                 | Angelo D'Agate     | Angelo D'Agate     | 4 170   | 22,00   | 468                                | 2,92   | –     |       |
| Federazione dei Verdi (A)     | Angelo D'Agate                 | Angelo D'Agate     | Angelo D'Agate     | 4 170   | 22,00   | 319                                | 1,99   | 1     |       |
|                               | Giuseppe Pignataro             | Giuseppe Pignataro | Giuseppe Pignataro | 1 125   | 5,93    | Sinistra                           | 476    | 2,97  | 1     |
| Rifondazione Comunista        | Giuseppe Pignataro             | Giuseppe Pignataro | Giuseppe Pignataro | 1 125   | 5,93    | 474                                | 2,96   | –     |       |
|                               | Biagio Calì                    | Biagio Calì        | Biagio Calì        | 1 031   | 5,44    | Lista Civica                       | 436    | 2,72  | –     |
|                               | Rosaria Toscano                | Rosaria Toscano    | Rosaria Toscano    | 378     | 1,99    | Movimento Sociale Fiamma Tricolore | 221    | 1,38  | –     |
| Totale                        | Totale                         | 16 483             | 100                | 18 956  | 100     |                                    | 16 021 | 100   | 30    |
|                               |                                |                    |                    |         |         |                                    |        |       |       |
| Fonte: Ministero dell'interno |                                |                    |                    |         |         |                                    |        |       |       |

#### San Giovanni la Punta
| Candidati                           | Candidati                | II turno            | II turno            | I turno | I turno | Liste                   | Voti   | %     | Seggi |
| Candidati                           | Candidati                | Voti                | %                   | Voti    | %       | Liste                   | Voti   | %     | Seggi |
| ----------------------------------- | ------------------------ | ------------------- | ------------------- | ------- | ------- | ----------------------- | ------ | ----- | ----- |
|                                     | Santo Trovato ✔️ Sindaco | 4 785               | 51,77               | 4 920   | 40,53   | Lista Civica            | 2 673  | 24,14 | 7     |
| Lista Civica                        | Santo Trovato ✔️ Sindaco | 4 785               | 51,77               | 4 920   | 40,53   | 1 035                   | 9,35   | 3     |       |
| UDEUR                               | Santo Trovato ✔️ Sindaco | 4 785               | 51,77               | 4 920   | 40,53   | 458                     | 4,14   | 1     |       |
|                                     | Mario Luciano Brancato   | 4 457               | 48,23               | 5 425   | 44,69   | Alleanza Nazionale      | 2 038  | 18,41 | 3     |
| Forza Italia                        | Mario Luciano Brancato   | 4 457               | 48,23               | 5 425   | 44,69   | 1 985                   | 17,93  | 3     |       |
| Cristiani Democratici Uniti         | Mario Luciano Brancato   | 4 457               | 48,23               | 5 425   | 44,69   | 703                     | 6,35   | 1     |       |
| Centro Cristiano Democratico        | Mario Luciano Brancato   | 4 457               | 48,23               | 5 425   | 44,69   | 647                     | 5,84   | –     |       |
|                                     | Salvatore Ardizzone      | Salvatore Ardizzone | Salvatore Ardizzone | 1 794   | 14,78   | Democratici di Sinistra | 626    | 5,65  | 1     |
| Socialisti Democratici Italiani (A) | Salvatore Ardizzone      | Salvatore Ardizzone | Salvatore Ardizzone | 1 794   | 14,78   | 480                     | 4,34   | 1     |       |
| I Democratici                       | Salvatore Ardizzone      | Salvatore Ardizzone | Salvatore Ardizzone | 1 794   | 14,78   | 426                     | 3,85   | –     |       |
| Totale                              | Totale                   | 9 242               | 100                 | 12 139  | 100     |                         | 11 071 | 100   | 20    |

### Provincia regionale di Messina

#### Milazzo
| Candidati                     | Candidati                  | II turno      | II turno      | I turno | I turno | Liste                           | Voti   | %     | Seggi |
| Candidati                     | Candidati                  | Voti          | %             | Voti    | %       | Liste                           | Voti   | %     | Seggi |
| ----------------------------- | -------------------------- | ------------- | ------------- | ------- | ------- | ------------------------------- | ------ | ----- | ----- |
|                               | Antonio Nastasi ✔️ Sindaco | 9 437         | 53,12         | 9 287   | 44,42   | UDEUR                           | 2 051  | 10,08 | 5     |
| Democratici di Sinistra       | Antonio Nastasi ✔️ Sindaco | 9 437         | 53,12         | 9 287   | 44,42   | 1 635                           | 8,03   | 3     |       |
| Lista Civica                  | Antonio Nastasi ✔️ Sindaco | 9 437         | 53,12         | 9 287   | 44,42   | 1 329                           | 6,53   | 3     |       |
| Partito Popolare Italiano     | Antonio Nastasi ✔️ Sindaco | 9 437         | 53,12         | 9 287   | 44,42   | 1 109                           | 5,45   | 2     |       |
| Unione Democratica            | Antonio Nastasi ✔️ Sindaco | 9 437         | 53,12         | 9 287   | 44,42   | 1 106                           | 5,43   | 2     |       |
| I Democratici                 | Antonio Nastasi ✔️ Sindaco | 9 437         | 53,12         | 9 287   | 44,42   | 963                             | 4,73   | 2     |       |
| Rinnovamento Italiano         | Antonio Nastasi ✔️ Sindaco | 9 437         | 53,12         | 9 287   | 44,42   | 479                             | 2,35   | 1     |       |
|                               | Carmelo Pino               | 8 327         | 46,88         | 8 462   | 40,48   | Forza Italia                    | 3 279  | 16,11 | 4     |
| Alleanza Nazionale            | Carmelo Pino               | 8 327         | 46,88         | 8 462   | 40,48   | 2 400                           | 11,79  | 3     |       |
| Centro Cristiano Democratico  | Carmelo Pino               | 8 327         | 46,88         | 8 462   | 40,48   | 1 351                           | 6,64   | 2     |       |
| Cristiani Democratici Uniti   | Carmelo Pino               | 8 327         | 46,88         | 8 462   | 40,48   | 1 334                           | 6,55   | 1     |       |
| Lista civica di centro-destra | Carmelo Pino               | 8 327         | 46,88         | 8 462   | 40,48   | 852                             | 4,19   | 1     |       |
| Lista Civica                  | Carmelo Pino               | 8 327         | 46,88         | 8 462   | 40,48   | 418                             | 2,05   | –     |       |
| Partito Socialista            | Carmelo Pino               | 8 327         | 46,88         | 8 462   | 40,48   | 259                             | 1,27   | –     |       |
|                               | Andrea Greco               | Andrea Greco  | Andrea Greco  | 2 604   | 12,46   | Socialisti Democratici Italiani | 1 383  | 6,80  | 1     |
|                               | Santi La Rosa              | Santi La Rosa | Santi La Rosa | 552     | 2,64    | Rifondazione Comunista          | 405    | 1,99  | –     |
| Totale                        | Totale                     | 17 764        | 100           | 20 905  | 100     |                                 | 20 353 | 100   | 30    |
|                               |                            |               |               |         |         |                                 |        |       |       |
| Fonte: Ministero dell'interno |                            |               |               |         |         |                                 |        |       |       |

### Provincia regionale di Siracusa

#### Avola
| Candidati                                  | Candidati                         | II turno        | II turno        | I turno | I turno | Liste                       | Voti   | %     | Seggi |
| Candidati                                  | Candidati                         | Voti            | %               | Voti    | %       | Liste                       | Voti   | %     | Seggi |
| ------------------------------------------ | --------------------------------- | --------------- | --------------- | ------- | ------- | --------------------------- | ------ | ----- | ----- |
|                                            | Salvatore Giansiracusa ✔️ Sindaco | 7 021           | 51,95           | 4 542   | 24,52   | Partito Popolare Italiano   | 2 254  | 12,66 | 4     |
| Democratici di Sinistra-Comunisti Italiani | Salvatore Giansiracusa ✔️ Sindaco | 7 021           | 51,95           | 4 542   | 24,52   | 1 555                       | 8,73   | 3     |       |
| Noi Siciliani-Altri                        | Salvatore Giansiracusa ✔️ Sindaco | 7 021           | 51,95           | 4 542   | 24,52   | 357                         | 2,01   | –     |       |
|                                            | Corrado Vaccarisi                 | 6 493           | 48,05           | 5 094   | 27,50   | UDEUR                       | 3 396  | 19,07 | 6     |
| Rinnovamento Italiano                      | Corrado Vaccarisi                 | 6 493           | 48,05           | 5 094   | 27,50   | 1 429                       | 8,03   | 2     |       |
| Centro                                     | Corrado Vaccarisi                 | 6 493           | 48,05           | 5 094   | 27,50   | 937                         | 5,26   | 1     |       |
|                                            | Paolo Alessi                      | Paolo Alessi    | Paolo Alessi    | 3 339   | 18,03   | Alleanza Nazionale (B)      | 2 560  | 14,38 | 5     |
| Partito Socialista-Altri                   | Paolo Alessi                      | Paolo Alessi    | Paolo Alessi    | 3 339   | 18,03   | 777                         | 4,36   | 1     |       |
|                                            | Mariano Ferro                     | Mariano Ferro   | Mariano Ferro   | 2 517   | 13,59   | Forza Italia (B)            | 2 442  | 13,72 | 5     |
|                                            | Salvatore Magro                   | Salvatore Magro | Salvatore Magro | 1 876   | 10,13   | Cristiani Democratici Uniti | 740    | 4,16  | 1     |
| Centro Cristiano Democratico               | Salvatore Magro                   | Salvatore Magro | Salvatore Magro | 1 876   | 10,13   | 554                         | 3,11   | 1     |       |
|                                            | Rosetta Basile                    | Rosetta Basile  | Rosetta Basile  | 1 155   | 6,24    | Rifondazione Comunista (A)  | 804    | 4,52  | 1     |
| Totale                                     | Totale                            | 13 514          | 100             | 18 523  | 100     |                             | 17 805 | 100   | 30    |
|                                            |                                   |                 |                 |         |         |                             |        |       |       |
| Fonte: Ministero dell'interno              |                                   |                 |                 |         |         |                             |        |       |       |

#### Carlentini
| Candidati                                     | Candidati                  | II turno           | II turno           | I turno | I turno | Liste                                | Voti  | %     | Seggi |
| Candidati                                     | Candidati                  | Voti               | %                  | Voti    | %       | Liste                                | Voti  | %     | Seggi |
| --------------------------------------------- | -------------------------- | ------------------ | ------------------ | ------- | ------- | ------------------------------------ | ----- | ----- | ----- |
|                                               | Mario Battaglia ✔️ Sindaco | 4 640              | 64,94              | 5 045   | 49,40   | Uniti per Carlentini                 | 1 198 | 12,67 | 3     |
| Partito Popolare Italiano                     | Mario Battaglia ✔️ Sindaco | 4 640              | 64,94              | 5 045   | 49,40   | 1 008                                | 10,66 | 3     |       |
| Rinnovamento Italiano                         | Mario Battaglia ✔️ Sindaco | 4 640              | 64,94              | 5 045   | 49,40   | 864                                  | 9,14  | 2     |       |
| UDEUR                                         | Mario Battaglia ✔️ Sindaco | 4 640              | 64,94              | 5 045   | 49,40   | 778                                  | 8,23  | 2     |       |
| Socialisti Democratici Italiani               | Mario Battaglia ✔️ Sindaco | 4 640              | 64,94              | 5 045   | 49,40   | 687                                  | 7,27  | 2     |       |
|                                               | Sebastiano Carnazzo        | 2 505              | 35,06              | 2 826   | 27,67   | Democratici di Sinistra              | 2 004 | 21,20 | 3     |
| I Democratici                                 | Sebastiano Carnazzo        | 2 505              | 35,06              | 2 826   | 27,67   | 585                                  | 6,19  | 1     |       |
|                                               | Sebastiano Ventura         | Sebastiano Ventura | Sebastiano Ventura | 2 166   | 21,21   | Cristiani Democratici Uniti          | 858   | 9,08  | 2     |
| Alleanza Nazionale                            | Sebastiano Ventura         | Sebastiano Ventura | Sebastiano Ventura | 2 166   | 21,21   | 608                                  | 6,43  | 1     |       |
| Forza Italia                                  | Sebastiano Ventura         | Sebastiano Ventura | Sebastiano Ventura | 2 166   | 21,21   | 580                                  | 6,13  | 1     |       |
| Centro Cristiano Democratico-I Liberal Sgarbi | Sebastiano Ventura         | Sebastiano Ventura | Sebastiano Ventura | 2 166   | 21,21   | 173                                  | 1,83  | –     |       |
|                                               | Giovanna Ottimo            | Giovanna Ottimo    | Giovanna Ottimo    | 176     | 1,72    | Rifondazione Comunista-Noi Siciliani | 111   | 1,17  | –     |
| Totale                                        | Totale                     | 7 145              | 100                | 10 213  | 100     |                                      | 9 454 | 100   | 20    |
|                                               |                            |                    |                    |         |         |                                      |       |       |       |
| Fonte: Ministero dell'interno                 |                            |                    |                    |         |         |                                      |       |       |       |

## Elezioni del novembre 2000

### Provincia regionale di Agrigento

#### Ribera
| Candidati                     | Candidati                   | II turno          | II turno          | I turno | I turno | Liste                                          | Voti   | %     | Seggi |
| Candidati                     | Candidati                   | Voti              | %                 | Voti    | %       | Liste                                          | Voti   | %     | Seggi |
| ----------------------------- | --------------------------- | ----------------- | ----------------- | ------- | ------- | ---------------------------------------------- | ------ | ----- | ----- |
|                               | Giuseppe Cortese ✔️ Sindaco | 5 933             | 52,99             | 4 481   | 34,69   | Forza Italia                                   | 1 947  | 15,44 | 3     |
| Alleanza Nazionale            | Giuseppe Cortese ✔️ Sindaco | 5 933             | 52,99             | 4 481   | 34,69   | 633                                            | 5,02   | 1     |       |
| Partito Socialista            | Giuseppe Cortese ✔️ Sindaco | 5 933             | 52,99             | 4 481   | 34,69   | 295                                            | 2,34   | –     |       |
| Lista Forestale               | Giuseppe Cortese ✔️ Sindaco | 5 933             | 52,99             | 4 481   | 34,69   | 233                                            | 1,85   | –     |       |
|                               | Mariano Ragusa              | 5 263             | 47,01             | 4 637   | 35,90   | Rinnovamento Italiano                          | 1 891  | 15,00 | 3     |
| UDEUR                         | Mariano Ragusa              | 5 263             | 47,01             | 4 637   | 35,90   | 1 838                                          | 14,58  | 3     |       |
| Democrazia Europea            | Mariano Ragusa              | 5 263             | 47,01             | 4 637   | 35,90   | 1 618                                          | 12,83  | 3     |       |
| Federazione dei Verdi         | Mariano Ragusa              | 5 263             | 47,01             | 4 637   | 35,90   | 231                                            | 1,83   | –     |       |
|                               | Andrea La Barbera           | Andrea La Barbera | Andrea La Barbera | 2 329   | 18,03   | Democratici di Sinistra-Rifondazione Comunista | 1 960  | 15,55 | 4     |
| Uniti per Ribera              | Andrea La Barbera           | Andrea La Barbera | Andrea La Barbera | 2 329   | 18,03   | 941                                            | 7,46   | 1     |       |
|                               | Piero Russo                 | Piero Russo       | Piero Russo       | 1 471   | 11,39   | Cristiani Democratici Uniti                    | 1 021  | 8,10  | 2     |
| Totale                        | Totale                      | 11 196            | 100               | 12 918  | 100     |                                                | 12 608 | 100   | 20    |
|                               |                             |                   |                   |         |         |                                                |        |       |       |
| Fonte: Ministero dell'interno |                             |                   |                   |         |         |                                                |        |       |       |

### Provincia regionale di Caltanissetta

#### Niscemi
| Candidati                           | Candidati                  | II turno       | II turno       | I turno | I turno | Liste                       | Voti   | %     | Seggi |
| Candidati                           | Candidati                  | Voti           | %              | Voti    | %       | Liste                       | Voti   | %     | Seggi |
| ----------------------------------- | -------------------------- | -------------- | -------------- | ------- | ------- | --------------------------- | ------ | ----- | ----- |
|                                     | Mario Parrimuto ✔️ Sindaco | 8 849          | 62,01          | 7 980   | 48,73   | Cristiani Democratici Uniti | 1 614  | 10,17 | 3     |
| Forza Italia                        | Mario Parrimuto ✔️ Sindaco | 8 849          | 62,01          | 7 980   | 48,73   | 1 545                       | 9,74   | 2     |       |
| Centro Cristiano Democratico        | Mario Parrimuto ✔️ Sindaco | 8 849          | 62,01          | 7 980   | 48,73   | 1 446                       | 9,11   | 2     |       |
| Rinnovamento                        | Mario Parrimuto ✔️ Sindaco | 8 849          | 62,01          | 7 980   | 48,73   | 965                         | 6,08   | 1     |       |
| Alleanza Nazionale                  | Mario Parrimuto ✔️ Sindaco | 8 849          | 62,01          | 7 980   | 48,73   | 880                         | 5,55   | 1     |       |
| Lista civica di centro-destra       | Mario Parrimuto ✔️ Sindaco | 8 849          | 62,01          | 7 980   | 48,73   | 536                         | 3,38   | –     |       |
|                                     | Vincenza Rando             | 5 421          | 37,99          | 5 679   | 34,68   | Democratici di Sinistra     | 1 504  | 9,48  | 2     |
| Partito Popolare Italiano           | Vincenza Rando             | 5 421          | 37,99          | 5 679   | 34,68   | 1 123                       | 7,08   | 1     |       |
| Socialisti Democratici Italiani     | Vincenza Rando             | 5 421          | 37,99          | 5 679   | 34,68   | 1 034                       | 6,52   | 1     |       |
| Rinnovamento Italiano               | Vincenza Rando             | 5 421          | 37,99          | 5 679   | 34,68   | 647                         | 4,08   | 1     |       |
| I Democratici                       | Vincenza Rando             | 5 421          | 37,99          | 5 679   | 34,68   | 637                         | 4,01   | 1     |       |
| Lista civica di centro-sinistra     | Vincenza Rando             | 5 421          | 37,99          | 5 679   | 34,68   | 607                         | 3,83   | –     |       |
| Rifondazione Comunista              | Vincenza Rando             | 5 421          | 37,99          | 5 679   | 34,68   | 475                         | 2,99   | –     |       |
|                                     | Giuseppe Rizzo             | Giuseppe Rizzo | Giuseppe Rizzo | 2 716   | 16,59   | UDEUR (A)                   | 1 151  | 7,25  | 2     |
| Democrazia Europea                  | Giuseppe Rizzo             | Giuseppe Rizzo | Giuseppe Rizzo | 2 716   | 16,59   | 770                         | 4,85   | 1     |       |
| Lista civica di centro-sinistra (A) | Giuseppe Rizzo             | Giuseppe Rizzo | Giuseppe Rizzo | 2 716   | 16,59   | 610                         | 3,84   | 1     |       |
| Comunisti Italiani (A)              | Giuseppe Rizzo             | Giuseppe Rizzo | Giuseppe Rizzo | 2 716   | 16,59   | 325                         | 2,05   | –     |       |
| Totale                              | Totale                     | 14 270         | 100            | 16 375  | 100     |                             | 15 869 | 100   | 20    |
|                                     |                            |                |                |         |         |                             |        |       |       |
| Fonte: Ministero dell'interno       |                            |                |                |         |         |                             |        |       |       |

### Provincia regionale di Catania

#### Acireale
|                               | Antonino Nicotra ✔️ Sindaco     | 17 134 | 52,16 | Forza Italia                       | 6 610  | 20,51 | 7  |  |  |
| Centro Cristiano Democratico  | Antonino Nicotra ✔️ Sindaco     | 17 134 | 52,16 | 4 397                              | 13,64  | 5     |    |  |  |
| Alleanza Nazionale            | Antonino Nicotra ✔️ Sindaco     | 17 134 | 52,16 | 4 214                              | 13,08  | 5     |    |  |  |
| Cristiani Democratici Uniti   | Antonino Nicotra ✔️ Sindaco     | 17 134 | 52,16 | 1 411                              | 4,38   | 1     |    |  |  |
| Rinnovamento                  | Antonino Nicotra ✔️ Sindaco     | 17 134 | 52,16 | 1 169                              | 3,63   | 1     |    |  |  |
| Lista civica di centro-destra | Antonino Nicotra ✔️ Sindaco     | 17 134 | 52,16 | 1 111                              | 3,45   | 1     |    |  |  |
| Centro Democratico            | Antonino Nicotra ✔️ Sindaco     | 17 134 | 52,16 | 716                                | 2,22   | –     |    |  |  |
| Patto Città                   | Antonino Nicotra ✔️ Sindaco     | 17 134 | 52,16 | 431                                | 1,34   | –     |    |  |  |
|                               | Sebastiano Leonardi             | 10 266 | 31,25 | Democrazia Europea                 | 4 649  | 14,43 | 6  |  |  |
| Partito Popolare Italiano     | Sebastiano Leonardi             | 10 266 | 31,25 | 1 308                              | 4,06   | 1     |    |  |  |
| Lista Civica                  | Sebastiano Leonardi             | 10 266 | 31,25 | 1 262                              | 3,92   | 1     |    |  |  |
| UDEUR                         | Sebastiano Leonardi             | 10 266 | 31,25 | 1 079                              | 3,35   | 1     |    |  |  |
| I Democratici                 | Sebastiano Leonardi             | 10 266 | 31,25 | 557                                | 1,73   | –     |    |  |  |
| Comunisti Italiani            | Sebastiano Leonardi             | 10 266 | 31,25 | 188                                | 0,58   | –     |    |  |  |
|                               | Domenico Trimarchi              | 2 275  | 6,93  | Movimento Sociale Fiamma Tricolore | 688    | 2,13  | –  |  |  |
|                               | Filippo Finocchiaro             | 1 860  | 5,66  | Democratici di Sinistra            | 1 594  | 4,95  | 1  |  |  |
|                               | Andrea Schifano                 | 646    | 1,97  | Federazione dei Verdi-Altri        | 181    | 0,56  | –  |  |  |
|                               | Carmelo Antonino Ronsisvalle    | 316    | 0,96  | Lista Civica                       | 351    | 1,09  | –  |  |  |
|                               | Salvatore Maria Antonio Scuderi | 308    | 0,94  | Rifondazione Comunista             | 312    | 0,97  | –  |  |  |
| Totale                        | Totale                          | 32 850 | 100   |                                    | 32 228 | 100   | 30 |  |  |
|                               |                                 |        |       |                                    |        |       |    |  |  |
| Fonte: Ministero dell'interno |                                 |        |       |                                    |        |       |    |  |  |

### Provincia regionale di Enna

#### Enna
| Candidati                                       | Candidati                     | II turno      | II turno      | I turno | I turno | Liste                   | Voti   | %     | Seggi |
| Candidati                                       | Candidati                     | Voti          | %             | Voti    | %       | Liste                   | Voti   | %     | Seggi |
| ----------------------------------------------- | ----------------------------- | ------------- | ------------- | ------- | ------- | ----------------------- | ------ | ----- | ----- |
|                                                 | Rosario Ardica ✔️ Sindaco     | 8 302         | 53,45         | 6 491   | 33,73   | Forza Italia            | 3 829  | 20,46 | 7     |
| Alleanza Nazionale-Centro Cristiano Democratico | Rosario Ardica ✔️ Sindaco     | 8 302         | 53,45         | 6 491   | 33,73   | 1 755                   | 9,38   | 3     |       |
| Rinascita della Democrazia Cristiana            | Rosario Ardica ✔️ Sindaco     | 8 302         | 53,45         | 6 491   | 33,73   | 415                     | 2,22   | –     |       |
|                                                 | Luigi Secondo Leonardo Curcio | 7 231         | 46,55         | 6 822   | 35,45   | Democratici di Sinistra | 4 447  | 23,76 | 7     |
| Partito Popolare Italiano                       | Luigi Secondo Leonardo Curcio | 7 231         | 46,55         | 6 822   | 35,45   | 3 548                   | 18,96  | 6     |       |
| Al Servizio della Città                         | Luigi Secondo Leonardo Curcio | 7 231         | 46,55         | 6 822   | 35,45   | 1 147                   | 6,13   | 2     |       |
| I Democratici                                   | Luigi Secondo Leonardo Curcio | 7 231         | 46,55         | 6 822   | 35,45   | 574                     | 3,07   | 1     |       |
| Federazione dei Liberali                        | Luigi Secondo Leonardo Curcio | 7 231         | 46,55         | 6 822   | 35,45   | 132                     | 0,71   | –     |       |
|                                                 | Angelo Moceri                 | Angelo Moceri | Angelo Moceri | 5 929   | 30,81   | Per Enna                | 2 866  | 15,32 | 4     |
| Totale                                          | Totale                        | 15 533        | 100           | 19 242  | 100     |                         | 18 713 | 100   | 30    |
|                                                 |                               |               |               |         |         |                         |        |       |       |
| Fonte: Ministero dell'interno                   |                               |               |               |         |         |                         |        |       |       |

#### Leonforte
| Candidati                       | Candidati                            | II turno           | II turno           | I turno | I turno | Liste                   | Voti  | %     | Seggi |
| Candidati                       | Candidati                            | Voti               | %                  | Voti    | %       | Liste                   | Voti  | %     | Seggi |
| ------------------------------- | ------------------------------------ | ------------------ | ------------------ | ------- | ------- | ----------------------- | ----- | ----- | ----- |
|                                 | Giuseppe Mario Sammartino ✔️ Sindaco | 4 579              | 60,02              | 2 805   | 31,89   | Forza Italia            | 1 160 | 13,70 | 6     |
| Alleanza Nazionale              | Giuseppe Mario Sammartino ✔️ Sindaco | 4 579              | 60,02              | 2 805   | 31,89   | 547                     | 6,46  | 2     |       |
| Cristiani Democratici Uniti     | Giuseppe Mario Sammartino ✔️ Sindaco | 4 579              | 60,02              | 2 805   | 31,89   | 458                     | 5,41  | 2     |       |
| Centro Cristiano Democratico    | Giuseppe Mario Sammartino ✔️ Sindaco | 4 579              | 60,02              | 2 805   | 31,89   | 381                     | 4,50  | 2     |       |
|                                 | Paolo Mineo                          | 3 050              | 39,98              | 3 217   | 36,57   | Democratici di Sinistra | 2 547 | 30,08 | 4     |
| Lista Civica                    | Paolo Mineo                          | 3 050              | 39,98              | 3 217   | 36,57   | 763                     | 9,01  | 1     |       |
| Partito Popolare Italiano       | Paolo Mineo                          | 3 050              | 39,98              | 3 217   | 36,57   | 547                     | 6,46  | 1     |       |
| I Democratici                   | Paolo Mineo                          | 3 050              | 39,98              | 3 217   | 36,57   | 207                     | 2,44  | –     |       |
|                                 | Vito Manuele                         | Vito Manuele       | Vito Manuele       | 2 385   | 27,11   | Lista Civica            | 683   | 8,07  | 1     |
| Lista civica di centro-sinistra | Vito Manuele                         | Vito Manuele       | Vito Manuele       | 2 385   | 27,11   | 513                     | 6,06  | 1     |       |
| Rifondazione Comunista          | Vito Manuele                         | Vito Manuele       | Vito Manuele       | 2 385   | 27,11   | 451                     | 5,33  | –     |       |
|                                 | Michele Crisafulli                   | Michele Crisafulli | Michele Crisafulli | 389     | 4,42    | Noi Siciliani           | 210   | 2,48  | –     |
| Totale                          | Totale                               | 7 629              | 100                | 8 796   | 100     |                         | 8 467 | 100   | 20    |
|                                 |                                      |                    |                    |         |         |                         |       |       |       |
| Fonte: Ministero dell'interno   |                                      |                    |                    |         |         |                         |       |       |       |

### Provincia regionale di Messina

#### Patti
| Candidati                                      | Candidati                  | II turno        | II turno        | I turno | I turno | Liste         | Voti  | %     | Seggi |
| Candidati                                      | Candidati                  | Voti            | %               | Voti    | %       | Liste         | Voti  | %     | Seggi |
| ---------------------------------------------- | -------------------------- | --------------- | --------------- | ------- | ------- | ------------- | ----- | ----- | ----- |
|                                                | Giuseppe Venuto ✔️ Sindaco | 4 627           | 57,79           | 3 879   | 43,53   | Lista Civica  | 1 457 | 16,73 | 5     |
| Partito Popolare Italiano                      | Giuseppe Venuto ✔️ Sindaco | 4 627           | 57,79           | 3 879   | 43,53   | 1 158         | 13,29 | 4     |       |
| UDEUR                                          | Giuseppe Venuto ✔️ Sindaco | 4 627           | 57,79           | 3 879   | 43,53   | 706           | 8,10  | 2     |       |
| Democratici di Sinistra-Rifondazione Comunista | Giuseppe Venuto ✔️ Sindaco | 4 627           | 57,79           | 3 879   | 43,53   | 514           | 5,90  | 1     |       |
|                                                | Vincenzo Musmeci           | 3 380           | 42,21           | 3 147   | 35,32   | Forza Italia  | 1 233 | 14,15 | 3     |
| Centro Cristiano Democratico                   | Vincenzo Musmeci           | 3 380           | 42,21           | 3 147   | 35,32   | 824           | 9,46  | 2     |       |
| Alleanza Nazionale                             | Vincenzo Musmeci           | 3 380           | 42,21           | 3 147   | 35,32   | 820           | 9,41  | 1     |       |
| Sviluppo Solidarietà                           | Vincenzo Musmeci           | 3 380           | 42,21           | 3 147   | 35,32   | 397           | 4,56  | –     |       |
| Cristiani Democratici Uniti                    | Vincenzo Musmeci           | 3 380           | 42,21           | 3 147   | 35,32   | 134           | 1,54  | –     |       |
|                                                | Carmelo Campana            | Carmelo Campana | Carmelo Campana | 715     | 8,02    | Lista Civica  | 425   | 4,88  | 1     |
|                                                | Antonino Lena              | Antonino Lena   | Antonino Lena   | 711     | 7,98    | I Democratici | 627   | 7,20  | 1     |
|                                                | Mario Orfila               | Mario Orfila    | Mario Orfila    | 459     | 5,15    | Lista Civica  | 416   | 4,78  | –     |
| Totale                                         | Totale                     | 8 007           | 100             | 8 911   | 100     |               | 8 711 | 100   | 20    |
|                                                |                            |                 |                 |         |         |               |       |       |       |
| Fonte: Ministero dell'interno                  |                            |                 |                 |         |         |               |       |       |       |

### Provincia Regionale di Trapani

#### Campobello di Mazara
| Candidati                                    | Candidati                            | II turno              | II turno              | I turno | I turno | Liste                   | Voti  | %     | Seggi |
| Candidati                                    | Candidati                            | Voti                  | %                     | Voti    | %       | Liste                   | Voti  | %     | Seggi |
| -------------------------------------------- | ------------------------------------ | --------------------- | --------------------- | ------- | ------- | ----------------------- | ----- | ----- | ----- |
|                                              | Daniele Vito Mangiaracina ✔️ Sindaco | 3 546                 | 53,16                 | 2 692   | 35,86   | Lista Civica            | 1 354 | 18,77 | 7     |
| Partito Popolare Italiano                    | Daniele Vito Mangiaracina ✔️ Sindaco | 3 546                 | 53,16                 | 2 692   | 35,86   | 571                     | 7,92  | 2     |       |
| Centro Cristiano Democratico                 | Daniele Vito Mangiaracina ✔️ Sindaco | 3 546                 | 53,16                 | 2 692   | 35,86   | 477                     | 6,61  | 2     |       |
| Partito Socialista                           | Daniele Vito Mangiaracina ✔️ Sindaco | 3 546                 | 53,16                 | 2 692   | 35,86   | 202                     | 2,80  | 1     |       |
|                                              | Paolo Francesco Maria Saccà          | 3 125                 | 46,84                 | 2 566   | 34,18   | Democratici di Sinistra | 1 133 | 15,71 | 2     |
| Città che Vogliamo                           | Paolo Francesco Maria Saccà          | 3 125                 | 46,84                 | 2 566   | 34,18   | 790                     | 10,95 | 2     |       |
| Rifondazione Comunista-Federazione dei Verdi | Paolo Francesco Maria Saccà          | 3 125                 | 46,84                 | 2 566   | 34,18   | 466                     | 6,46  | –     |       |
|                                              | Biagia Maria Lombardo                | Biagia Maria Lombardo | Biagia Maria Lombardo | 1 516   | 20,19   | Democrazia Europea      | 1 034 | 14,34 | 2     |
| UDEUR                                        | Biagia Maria Lombardo                | Biagia Maria Lombardo | Biagia Maria Lombardo | 1 516   | 20,19   | 621                     | 8,61  | 1     |       |
|                                              | Michele Accardi                      | Michele Accardi       | Michele Accardi       | 307     | 4,09    | Alleanza Nazionale      | 302   | 4,19  | –     |
|                                              | Giovanni Accardo                     | Giovanni Accardo      | Giovanni Accardo      | 276     | 3,68    | Rinnovamento-Altri      | 177   | 2,45  | –     |
|                                              | Gianvito Greco                       | Gianvito Greco        | Gianvito Greco        | 150     | 2,00    | Lista Civica            | 85    | 1,18  | –     |
| Totale                                       | Totale                               | 6 671                 | 100                   | 7 507   | 100     |                         | 7 212 | 100   | 20    |
|                                              |                                      |                       |                       |         |         |                         |       |       |       |
| Fonte: Ministero dell'interno                |                                      |                       |                       |         |         |                         |       |       |       |